# Ali Gholizadeh
Ali Gholizadeh Nojadeh (persisch علی قلی‌زاده; * 10. März 1996 in Namin, Ardabil) ist ein iranischer Fußballspieler, der seit Juli 2023 beim polnischen Verein Lech Posen unter Vertrag steht. Der Flügelspieler ist seit März 2018 iranischer Nationalspieler.

## Karriere

### Verein
Der in Namin, Ardabil geborene Ali Gholizadeh entstammt der Nachwuchsabteilung von Saipa Teheran aus der iranischen Hauptstadt. Am 30. und letzten Spieltag der Saison 2013/14 bestritt er sein Debüt in der höchsten iranischen Spielklasse, als er beim 0:0-Unentschieden gegen Saba Qom in der Schlussphase für Mohammadreza Zeynalkheyri eingewechselt wurde. In der folgenden Spielzeit 2014/15 kam der Offensivmann in drei Ligaspielen zu Kurzeinsätzen. Zum Ende der nächsten Saison 2015/16 wurde er bereits regelmäßig berücksichtigt. Am 28. April 2016 (28. Spieltag) erzielte er bei der 1:2-Heimniederlage gegen Esteghlal Teheran sein erstes Ligator. In dieser Spielzeit absolvierte er 12 Ligaspiele, in denen ihm ein Tor und eine Vorlage gelangen. Zwei Torbeteiligungen sammelte er auch in der nächsten Saison 2016/17, in der er aber bereits häufig als startender Flügelspieler auf dem Rasen stand und insgesamt 23 Ligaspiele bestritt. Erst in seiner zweiten Spielzeit 2017/18 als Stammkraft schaffte er es zu überzeugen und machte in 28 Ligaeinsätzen sechs Tore und genauso viele Vorlagen. Seine guten Leistungen brachten ihm zudem die Auszeichnung zum jungen Spieler der Saison in der Persian Gulf Pro League ein.
Am 30. Mai 2018 wurde sein Wechsel zum belgischen Erstligisten Sporting Charleroi bekanntgegeben, wo er einen Zweijahresvertrag mit Option auf zwei weitere Jahre unterzeichnete. Dort traf er auf seinen ehemaligen Teamkollegen sowie Landsmann Kaveh Rezaei und eine Woche später stieß auch der ein Jahr jüngere Omid Noorafkan von Esteghal Teheran zu den Zèbres. Am 29. Juli 2018 (1. Spieltag) debütierte er bei der 0:1-Heimniederlage gegen Royal Antwerpen in der höchsten belgischen Spielklasse. Am 25. November 2018 (16. Spieltag) traf er beim 4:2-Auswärtssieg gegen Sporting Lokeren erstmals im Trikot Charlerois. In dieser Saison 2018/19 gelang ihm nicht der endgültige Sprung in die Startformation und ab Dezember 2018 verpasste er die meisten Ligaspiele aufgrund von Verletzungsproblemen, so dass er die Spielzeit mit einem Tor und fünf Vorlagen aus 22 Ligaeinsätzen beendete. Im Oktober 2019 schaffte er dann den Durchbruch als Stammspieler und bestritt in der verkürzten Saison 2019/20 22 Ligaspiele, in denen ihm drei Treffer und sieben Vorlagen gelangen.
In der Saison 2020/21 stand er bei allen 34 möglichen Ligaspielen, in denen er acht Tore schoss, sowie einem Pokal- und zwei Europapokal-Spielen für Charleroi auf dem Platz. In der nächsten Saison waren es 36 von 40 möglichen Ligaspielen, in denen er wiederum acht Tore schoss, sowie ein Pokalspiel. In der Saison 2022/23 wurde er bei 20 von 23 möglichen Ligaspielen mit einem Tor und erneut einem Pokalspiel eingesetzt. 
Anfang Februar 2023 wurde er an den türkischen Verein Kasımpaşa Istanbul ausgeliehen. Gholizadeh bestritt nur 4 von 15 möglichen Ligaspielen. Ab April 2023 wurde er bis zum Saisonende infolge einer Verletzung nicht mehr eingesetzt.
Nachdem er dann zunächst wieder zum Kader von Charleroi gehört hatte, wechselte er Mitte Juli 2023 zum polnischen Verein Lech Posen, bei dem er einen Vertrag bis zum Ende der Saison 2025/26 unterschrieb.

### Nationalmannschaft
Mit der iranischen U17-Nationalmannschaft nahm Gholizadeh an der U17-Weltmeisterschaft 2013 in den Vereinigten Arabischen Emiraten teil, wo er in allen vier Spielen der Auswahl zum Einsatz kam. Bei der 1:4-Niederlage im Achtelfinale gegen den späteren Titelträger Nigeria erzielte er das einzige Tor seiner Mannschaft.
Am 17. März 2018 debütierte er beim 4:0-Testspielsieg gegen Sierra Leone in der A-Nationalmannschaft und erzielte zwei Treffer.
Bei der Weltmeisterschaft 2022 gehörte er zum iranischen Kader und wurde in allen drei Gruppenspielen eingesetzt.

## Erfolge
- Polnischer Meister: 2025